# Adriana Ruano Oliva
Adriana Ruano Oliva, née le 26 juin 1995 à Guatemala, est une tireuse sportive guatémaltèque. Elle est la première championne olympique de l'histoire de son pays.

## Carrière
Ruano Oliva commence le sport en faisant de la gymnastique artistique mais en 2021, vingt jours avant l'étape de la Coupe du monde à Tokyo, on lui diagnostique une blessure à la colonne vertébrale. Les médecins lui déconseillent de participer à la compétition, considérant qu'elle avait 50 % de chance de finir paralysée. Elle se tourne alors vers le tir sportif.
Sélectionnée pour les Jeux olympiques d'été de 2020, elle termine à la 26e place de l'épreuve de la fosse olympique. En 2023, elle est sacrée championne panaméricaine de ball trap aux Jeux panaméricains à Santiago au Chili.
Lors de l'épreuve de fosse olympique femmes aux Jeux olympiques d'été de 2024, Adriana Ruano Oliva remporte la médaille d'or avec 45 points — nouveau record olympique — devant l'Italienne Maria Stanco et l'Australienne Penny Smith. C'est le premier titre de l'histoire du Guatemala.

## Palmarès

### Jeux olympiques
| Années | Compétitons                   | Lieux | Résultats | Epreuves |
| ------ | ----------------------------- | ----- | --------- | -------- |
| 2024   | Jeux olympiques d'été de 2024 | Paris | 1er       | Fosse    |

### Championnats continentaux
| Années | Compétitions            | Lieux    | Résultats | Epreuves  |
| ------ | ----------------------- | -------- | --------- | --------- |
| 2023   | Championnat panamérican | Santiago | 1ère      | Ball trap |